# Sherry Arnstein
Sherry Phyllis Arnstein (11 janvier 1930 - 19 janvier 1997) est une sociologue américaine qui a souligné que la participation citoyenne est indissociable du pouvoir citoyen. Son article « A Ladder of Citizen Participation » publié en 1969 a profondément changé la façon dont on envisage la participation des citoyens. En 2022, soit cinquante ans après sa publication, il est encore cité et discuté comme une pierre angulaire des réflexions sur la participation citoyenne,. Sherry Arnstein est aussi reconnue pour sa contribution à la lutte contre les discriminations raciales dans le milieu de la santé aux États-Unis.

## Biographie
Sherry Rubin est née à New York de Bernard Rubin (né en Russie) et de Lucille Goldstein (née en France). Elle a deux demi-frères. Ses parents déménagent peu après sa naissance en Californie et elle passe une partie de son enfance à Los Angeles où elle étudie en éducation physique (université de Californie à Los Angeles, UCLA). Après avoir obtenu son diplôme, elle travaille brièvement comme assistante sociale au tribunal pour enfants du Comté d'Alameda à San Francisco. Elle épouse ensuite George E. Arnstein et retourne avec lui sur la côte est des États-Unis en 1955.
Au début des années 1960, Sherry Arnstein rencontre le jeune Robert Kennedy, ce qui l'amène à occuper un poste de consultante en 1963 auprès de la Commission présidentielle sur la délinquance juvénile de l'administration Kennedy. Elle y est chargée d'aider les communautés à développer des programmes visant à améliorer les opportunités d'emploi, le logement et les écoles.
En 1965, le couple achète un appartement dans une toute nouvelle coopérative d'habitation à Foggy Bottom (Washington, DC) appelé le « Watergate ». Cet important complexe immobilier aux formes sinueuses donnant sur le fleuve Potomac, bastion du Parti démocrate, forme une ville dans la ville dans laquelle le couple habitera le reste de leur vie. Sherry Arnstein occupe un emploi dans le domaine des relations communautaires pour un hôpital et obtient une maîtrise en communication à l'American University.
Peu de temps après sa nomination dans l'administration Kennedy, Arnstein est nommée assistante spéciale du secrétaire adjoint du ministère de la santé, de l'éducation et de la protection sociale. Elle met au point dans ce cadre une stratégie fédérale de déségrégation des hôpitaux du pays. Elle dirige une équipe racialement intégrée dans le Sud profond en 1963 afin de tester des techniques de mise en conformité. Elle forme ensuite des chefs d'équipe pour des contrôles de conformité comparables aux États-Unis.
En 1966, Arnstein est conseillère principale à la participation citoyenne pour l'ensemble du département du Logement et du Développement urbain (Department of Housing and Urban Development, HUD) et s'occupe dans ce cadre du programme des villes modèles du président Johnson, un programme fédéral d'aide aux municipalités et un élément crucial de sa politique de « guerre contre la pauvreté ». Elle y conçoit des directives visant à impliquer les résidents des communautés dans leurs activités locales de planification et d'élaboration des politiques.
Après son travail dans le cadre du HUD, Arnstein est consultante pour un large éventail de clients publics et privés y compris dans le cadre de la firme Arthur D. Little. Elle est chargée de recherche principale au National Center for Health Services Research et vice-présidente du National Health Council.
En 1985 et pendant 10 ans, elle occupe le poste de directrice exécutive de l'American Association of Colleges of Osteopathic Medicine (AACOM).
Elle prend sa retraite en 1995 et décède deux ans après, à 67 ans, d'un cancer du sein.

## Contribution au concept de participation citoyenne

L'« échelle d'Arnstein » de la participation citoyenne

C'est en travaillant au HUD de 1967 à 1968, que Sherry Arnstein développe les idées qui l'ont conduite à l'élaboration de son article fondateur. Elle écrit à partir de 1969 plusieurs articles traitant de la participation du public à la prise de décision dont :
- A Ladder of Citizen Participation (1969)
- Maximum Feasible Manipulation (1972)[9]
- A Working Model for Public Participation (1975)[10]

Son « échelle de la participation citoyenne » comporte 8 échelons et 3 groupes qui vont de la non-participation (manipulation et thérapie) au pouvoir effectif (partenariat, délégation de pouvoir et contrôle citoyen) en passant par la coopération symbolique (information, consultation et conciliation ou « réassurance »).
Selon John Gaber (2019), la carrière professionnelle d'Arnstein est « exemplaire de la façon dont les urbanistes défenseurs de la communauté peuvent être des instigateurs pragmatiques du changement » en établissant des compréhensions partagées tout en travaillant dans le cadre de contraintes institutionnelles. Selon lui, Arnstein a utilisée cette méthode pour combattre des injustices nationales aux États-Unis, allant de la délinquance juvénile à la ségrégation dans les hôpitaux, en passant par des pratiques de participation citoyenne inéquitables.
Une partie du travail d'Arnstein sur la participation citoyenne a porté sur les gouvernements locaux qui ont pris l'initiative de créer des processus équitables de participation citoyenne en établissant des « partenariats » à long terme avec les groupes communautaires locaux.
La vision d'Arnstein du contrôle citoyen n'offre pas de méthodologie claire pour choisir qui participe et comment la participation citoyenne est menée, mais elle a ouvert la voie à l'élaboration de critères permettant de mieux contrôler la mise en œuvre de partenariats équitables dans lesquels les citoyens ont une influence réelle sur des processus de décision affectant leur vie quotidienne.